# Juan Depetris
Juan Depetris (Ramos Mejía, 26 de marzo de 1998) es un futbolista profesional argentino que juega como mediocampista o delantero.

## Trayectoria
Juan Depetris inició su carrera profesional en Nueva Chicago,  quien lo fichó procedente de Argentinos Juniors en 2016.  
Juan Depetris ascendió a su equipo en julio de 2017, el último mes de 2016-17, para ser un sustituto no utilizado en los partidos con Argentinos Juniors, su ex club e Instituto, antes de ser seleccionado para su arco profesional el 28 de julio de 2017. versus San Martín; siendo sustituido por Norberto Palmieri.   
Depetris partió a finales de 2018 y posteriormente pasó por los equipos regionales Defensores de Salto y Centro de Formación Roma de Tigre.    
En el 2021 formó parte del equipo de Juventud Unida de San Miguel, hasta 2022.
En el año 2022 se fue a probar suerte a Puerto Rico y salió campeón con el equipo de Metropolitan Football Academy.
Para el segundo semestre de 2022 juega en varios equipos del ascenso italiano como el ASD Cotronei 1994 y el Polisportiva Caraffa en 2023.